# Ligne rouge (collection)
Pour les articles homonymes, voir Ligne rouge.
Ligne rouge est une collection de l'éditeur Casterman, orientée vers des histoires policières et des thrillers.

## Séries
- 24 Heures chrono
- L'Agence
- American seasons
- Angie
- Anton blake
- Bitume
- Blanche
- Boro, reporter photographe
- Canardo
- Caroline Baldwin
- Le Contact
- Les Coulisses du pouvoir
- Cyclopes
- Dies irae
- Du plomb dans la tête
- Élysée République
- L'Ennemi
- Extra muros
- La Fugitive
- Fog
- Hyrknoss
- India dreams
- Jane
- Mon nom n'est pas Wilson
- Mysteries
- Néro
- Renaissance - La Disparition
- Les Rochester
- Les Romantiques
- S.T.A.R.
- Les Suites vénitiennes
- La Trilogie noire
- Le Tueur
- Twins